# Jörg Axel Fischer

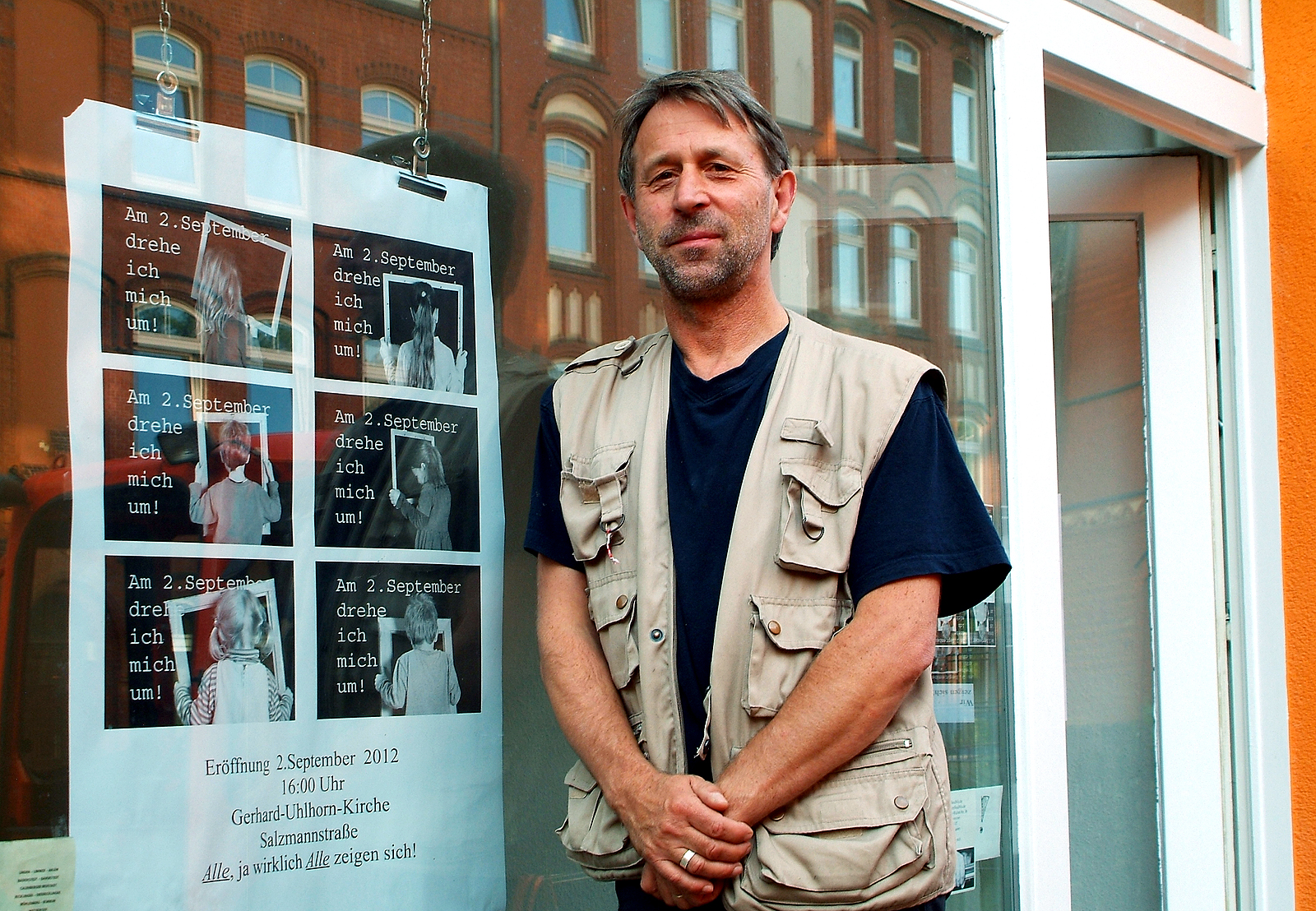
Jörg Axel Fischer 2012 vor einem Fotoatalier während der Ausstellung Linden sind wir in Hannover-Linden

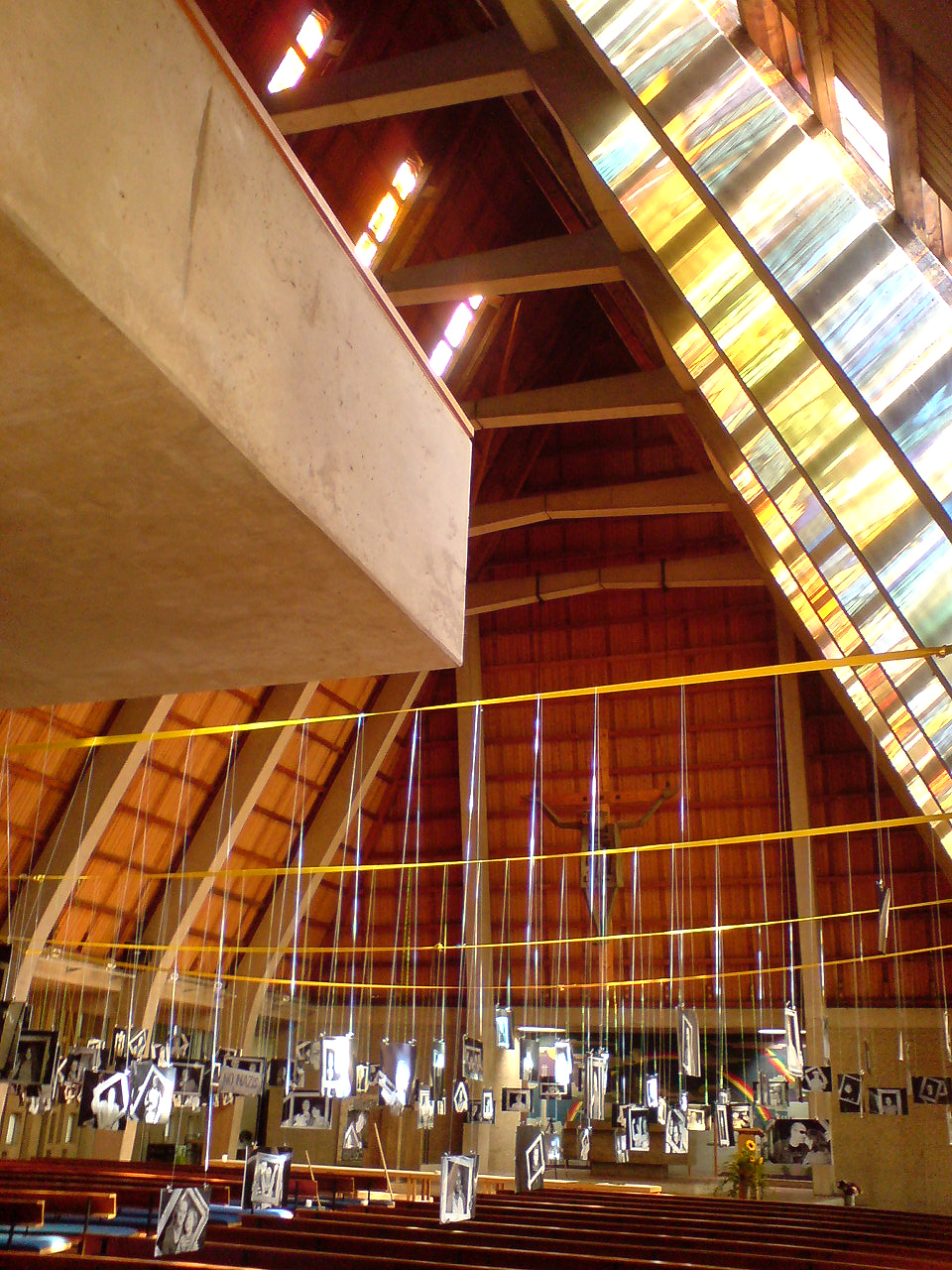
In der entwidmeten Gerhard-Uhlhorn-Kirche im hannoverschen Stadtteil präsentierte Fischer 2012 verschiedene Künstler in der Fotoausstellung zur Kunstaktion LindenSindWir

Jörg Axel Fischer (geboren 1955) ist ein deutscher Fotograf. Er fotografierte seit Mitte der 1980er Jahre schwerpunktmäßig für Reiseführer und Bildbände über verschiedene touristische Regionen in Deutschland. Dabei arbeitete er teilweise mit anderen Fotografen und Fotografinnen zusammen oder – zumeist für die von der British American Tobacco produzierten Zigarettenmarke HB herausgegebenen Bildatlanten-Reihe HB-Bildatlas – als „Exklusiv-Fotograf“.

## Werke (Auswahl)
- Hafen-Gesichter. Beobachtungen in Bremen '82–'85, Bildband über Hafenarbeiter, Berlin: Frieling, [1985], ISBN 978-3-89009-009-2 und ISBN 3-89009-009-5
- Gerhard Dierssen (Text und Bildrecherche), Jörg Axel Fischer (Illustrator): Harz, Leinebergland, Eichsfeld (= HB-Bildatlas, Heft 80), Aufsatzsammlung und Bildband mit zusätzlichem Fotomaterial von der Kur- u. Fremdenverkehrsgesellschaft Goslar-Hahnenklee mbH, Hamburg: HB-Verlag; Stuttgart: Partner-Presse-Vertrieb; Stuttgart: Zenit-Pressevertrieb, 1989, ISBN 978-3-616-06080-4 und ISBN 3-616-06080-X
- Ulrike Klugmann (Red.), Günter C. Vieten (Text), Jörg Axel Fischer (Fotos): Hunsrück: Naheland, Rheinhessen (= HB-Bildatlas, Heft 90), Hamburg: HB-Verlag; Stuttgart: Partner-Presse-Vertrieb; Stuttgart: Zenit-Pressevertrieb; München: Geocenter-Verlags-Vertrieb, 1990, ISBN 978-3-616-06090-3 und ISBN 3-616-06090-7
- Gerhard Dierssen (Text und Bildrecherche), Jörg Axel Fischer (Fotografien): Lüneburger Heide. Abstecher ins Wendland und an die Mittelweser (= HB-Bildatlas, Heft 101), Bildband und Führer, Hamburg: HB-Verlag; Stuttgart: Partner-Presse-Vertrieb;  Stuttgart: Zenit-Pressevertrieb; München: Geocenter-Verlags-Vertrieb, [circa 1991], ISBN 978-3-616-06201-3 und ISBN 3-616-06201-2
- Jörg Axel Fischer (Fotos), G. Ulrich Grossmann (Texte): Weserbergland, München: Bucher, 1994, ISBN 978-3-7658-0952-1 und ISBN 3-7658-0952-7
- Jörg Axel Fischer (Fotos), Herbert Somplatzki (Text): Sauerland, München: Bucher, 1994, ISBN 978-3-7658-0842-5 und ISBN 3-7658-0842-3
- Jörg Axel Fischer (Fotografien), Ingeborg Merker (Text): Holsteinische Schweiz, München: Bucher, 1995, ISBN 978-3-7658-1075-6 und ISBN 3-7658-1075-4
- Ingeborg Merker, Paul Falkowski (Text), Jörg Axel Fischer u. a.: Holsteinische Seenplatte, [Hamburg]: Falk, [1997], ISBN 978-3-8279-0578-9 und ISBN 3-8279-0578-8
- Gisela Budée (Text), Jörg Axel Fischer, HB-Bildarchiv (Fotos): Deutschland (= HB-Bildatlas Euro-special, Reihe Euro-special, Heft 15), Bildband und Führer, Hamburg: HB-Verlags- und Vertriebs-Gesellschaft; Ostfildern: Mairs Geographischer Verlag, 1998, ISBN 3-616-06615-8
- Annette Fischer, Jörg Axel Fischer: Das Land Lippe. Eine Bildreise, Hamburg: Ellert und Richter, 2001, ISBN 978-3-89234-941-9 und ISBN 3-89234-941-X; Inhaltsverzeichnis
- Dieter Brosius, Jörg Axel Fischer: Niedersachsen = Lower Saxony, Texte in Englisch, Französisch und Deutsch, Hamburg: Ellert und Richter, [circa 2003], ISBN 978-3-8319-0087-9 und ISBN 3-8319-0087-6
- Horst Keppler (Red.), Wolfgang Veit, Hans-Günter Semsek (Text), Jörg-Axel Fischer (Fotograf): Rhein zwischen Köln und Mainz. An Deutschlands größtem Fluss (= HB-Bildatlas, Heft 243), , 2., aktualisierte Auflage, Ostfildern: HB-Verlag; Ostfildern: Mairs Geographischer Verlag, ISBN 978-3-616-06148-1 und ISBN 3-616-06148-2
- Gisela Buddée (Text und Bildrecherche), Jörg Axel Fischer (Fotos): Mecklenburgische Seen (= HB-Bildatlas, Ausgabe 179), 3., aktualisierte Auflage (Titel zuvor: Die Seen in Mecklenburg und Lauenburg), Ostfildern: HB-Verlag; Ostfildern: Mairs Geographischer Verlag, 2005, ISBN 978-3-616-06279-2 und ISBN 3-616-06279-9
- Elke Schäle-Schmitt (Red., Aktualisierung), Andreas Voigt (Text), Jörg Axel Fischer (Exklusiv-Fotograf): Münsterland, Münster (= HB-Bildatlas, Nr. 255), 3., aktualisierte und neu gestaltete Auflage, Ostfildern: HB-Verlag, 2007, ISBN 978-3-616-06388-1 und ISBN 3-616-06388-4
- Horst Keppler (Red.), Kerstin & André Micklitza (Texte und Aktualisierung), Jörg Axel Fischer (Fotos): Spreewald, Lausitz. Deutschlands Osten (= HB-Bildatlas, Nr. 214), 4., aktualisierte Auflage, Ostfildern: HB-Verlag, 2008, ISBN 978-3-616-06115-3; Inhaltsverzeichnis
- Jörg Axel Fischer, (Fotos), Wolfgang Steinweg (Text): So schön ist Hannover = Beautiful Hanover, in deutscher, englischer und französischer Sprache, 4., überarbeitete Auflage, Hamburg: Ellert & Richter, 2008, ISBN 978-3-89234-770-5; Inhaltsverzeichnis
- Hans-Werner Rodrian, Helga Fischer (Red.), Wolfgang Veit,  Hans-Günter Semsek (Text), Jörg-Axel Fischer (Exklusiv-Fotograf): Rhein zwischen Köln und Mainz. Plus detaillierte Reisekarte für jede Region (= HB-Bildatlas, Nr. 243), , 2., aktualisierte und neu gestaltete Auflage, Ostfildern: HB-Verlag, 2008, ISBN 978-3-616-06476-5; Inhaltsverzeichnis